# Thecla stiktos
Thecla stiktos är en fjärilsart som beskrevs av Druce 1890. Thecla stiktos ingår i släktet Thecla och familjen juvelvingar. Inga underarter finns listade i Catalogue of Life.